# Gnaeus Papirius Carbo (konsul 85 f.Kr.)
Gnaeus Papirius Carbo, född omkring 135 f.Kr., död 82 f.Kr., var en romersk politiker och talare.
Papirius Carbo, som var folkledare och en av Marius främsta anhängare, var konsul 85, 84 och 82 f.Kr. Vid Sullas återkomst till Italien stred han i norra Italien mot honom och hans fältherrar, men utan framgång, varför han flydde till ön Cossyra. Där blev han tillfångatagen och sedan på Pompejus befallning avrättad.